# 尤納迪拉 (內布拉斯加州)
尤納迪拉（英語：Unadilla）是位於美國內布拉斯加州奧托縣的村。

## 人口
根據2020年美國人口普查的數據，尤納迪拉的面積為0.84平方千米，皆為陸地。當地共有人口296人，而人口密度為每平方千米352人。